# Melchor Rodríguez García

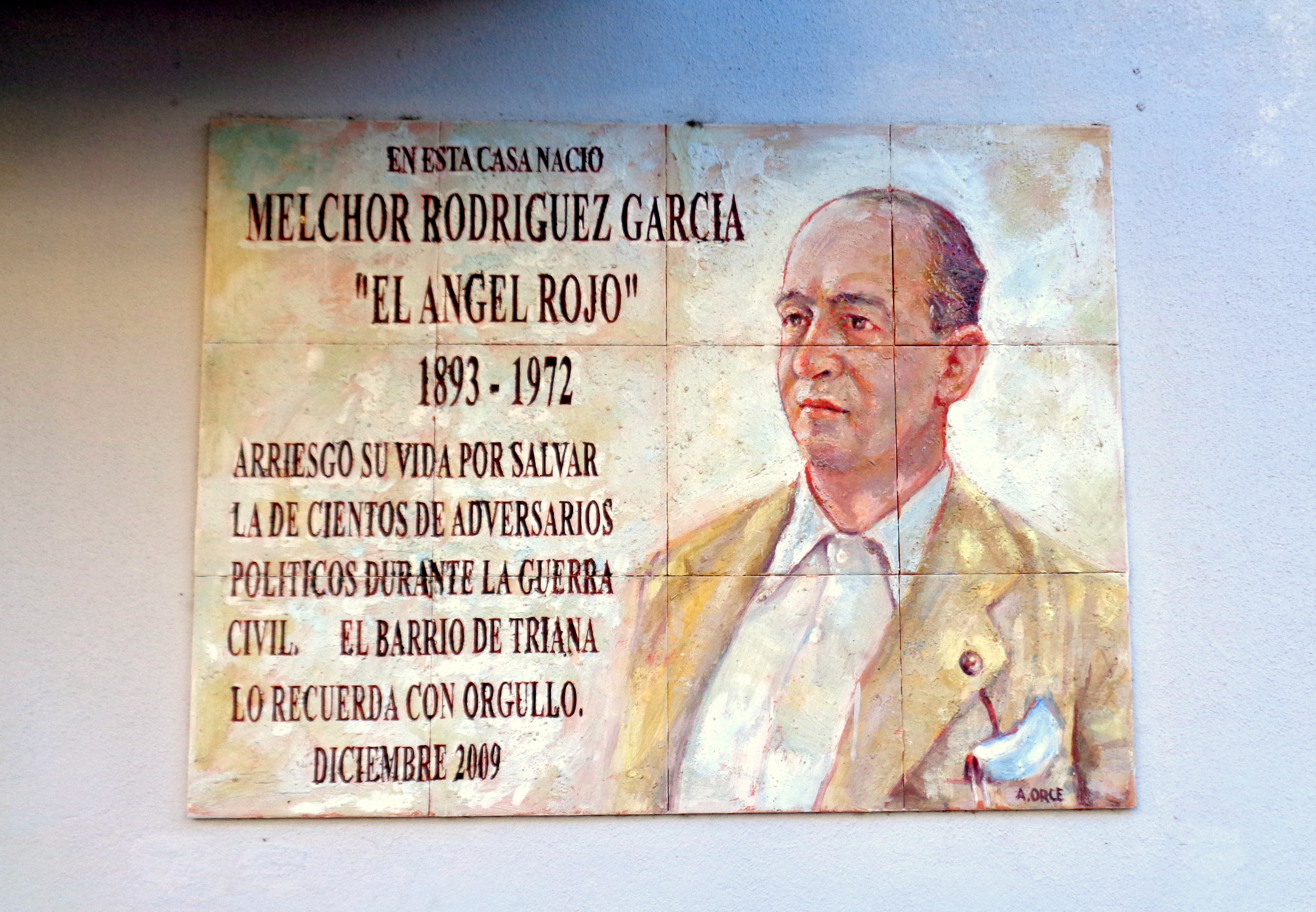
Melchor Rodríguez García. Keramikfliesenporträt im Geburtsort Triana.

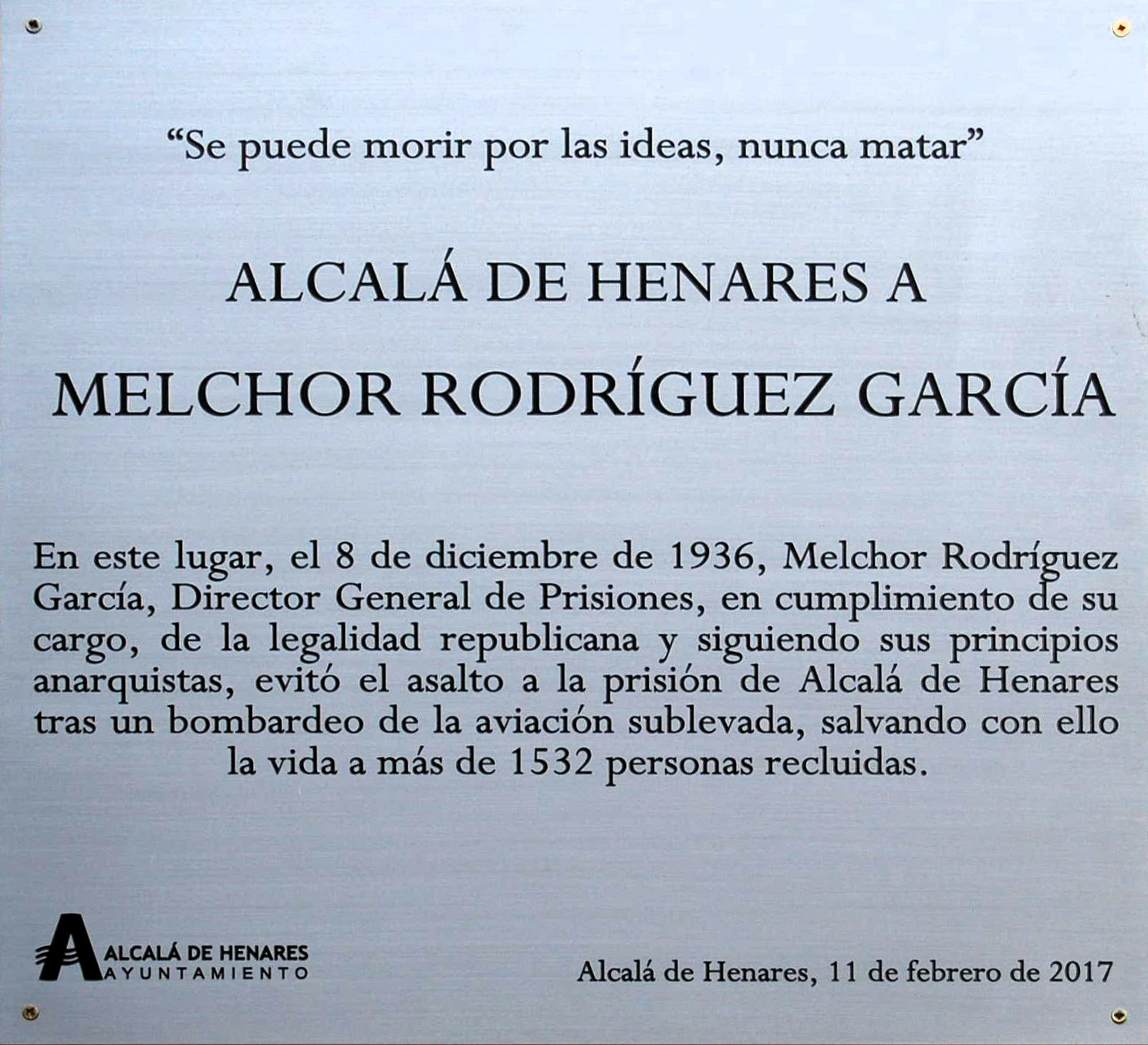
Gedenktafel zum Gedenken an Melchor Rodríguez als Retter von 1.532 Gefangenen in Alcalá de Henares.

Melchor Rodríguez García (* 30. Mai 1893 in Sevilla; † 14. Februar 1972 in Madrid) war ein spanischer anarchistischer Politiker. Er wurde als El ángel rojo (zu deutsch: Der rote Engel) bekannt. Rodríguez García hatte während des Spanischen Bürgerkriegs, seit dem 10. November 1936, in Madrid die Verantwortung für die Gefängnisse und bewahrte viele politische Gefangene, Anhänger der Franquisten, vor dem Tod durch Lynchen. Durch die Fürsprache ehemaliger Gefangener wie etwa General Agustín Muñoz Grandes, die nach der Machtübernahme durch Francisco Franco freigelassen worden waren, wurde er nicht zum Tode verurteilt, sondern zu 20 Jahren Gefängnis, von denen er fünf Jahre verbüßte. Er war durch die Iberische Anarchistische Föderation als Stadtrat eingesetzt worden und wurde am 28. Februar 1939 Bürgermeister von Madrid, allerdings nur, um die Übergabe der Stadt an die siegreichen Faschisten geregelt zu gestalten.